# アレックス・レイノルズ
アレックス・レイノルズ（Alex Reynolds）のリングネームで知られるアレックス・ジコス（Alex Zikos）は、アメリカ合衆国のプロレスラー。ニューヨーク州サウサンプトン出身。

## 来歴
2006年、ECWで活躍したマイキー・ウィップレックが主宰するNYWC（New York Wrestling Connection）に入団してトレーニングを開始し、2007年1月27日にプロレスラーデビューを飾る。
2008年11月28日、師匠であるウィップレックに対してハードコアマッチで下剋上を図ろうとするも敗戦。
2009年11月24日、WWEのブランドであるECWに出場し、ヴァンス・アーチャーと対戦するがジョバーという役目であったということもあり秒殺されてしまった。12月19日、NYWCインターステート王座を保持するWWEやWCWなどで活躍したクリス・キャニオンに挑戦するも敗戦した。
2010年10月23日、団体内最高王座に位置するNYWCヘビー級王座を保持するトニー・ニースと対戦して勝利し、ベルトを奪取した。
2011年よりNYWCを活動の拠点と置きながらも他団体に参戦するようになり、CZW、EVOLVE、PWS（Pro Wrestling Syndicate）、FWE（Family Wrestling Entertainment）といった団体に出場。
2012年、NYWCの仲間でもあるジョン・シルバーとスロープハンターズ（The Slophunters）なるタッグチームを結成して活動するようになり、シングル戦線ではトニー・ニースと様々な団体での抗争、PWSでARフォックス、ハリー・スミスといったレスラーたちから勝利を挙げた。
2013年4月5日、PWSにて元WWE所属のトレント・バレッタと対戦して勝利。タッグ活動においてシルバーとのタッグ名をビーバーボーイズ（The Beaver Boys）へと変更し、CZWでは5月11日、CZW世界タッグ王座を保持するブラックアウト（ブラック・ジーズ & ラッカス）への挑戦。6月23日、ROH初参戦時にはC&Cレッスルファクトリー（カプリス・コールマン & セドリック・アレキサンダー）といったトップチームと対戦する機会が増えたもののいずれも敗戦した。
9月30日、PWSにてPWSヘビー級王座を保持するケビン・マシューズから勝利し、ベルトを奪取するが挑戦権を保持していたボーンソーにアフターマッチを組まれてしまい敗戦。最短王座保持記録を残す結果になってしまった。12月14日、CZWにてCZW世界タッグ王座挑戦権争奪マッチにてコロニーと対戦して勝利し、挑戦権を獲得。そして2014年1月11日、CZW世界タッグ王者で因縁のあるブラックアウトに挑戦。見事に勝利して王座を戴冠した。

## 得意技
- レイノルズ・ラップ
- フロム・レイノルズ・ウィズ・ラブ
- 雪崩式スタナー
- ホンク・ホンク
- フィッシャーマンズバスター

## 獲得タイトル
CZW
- CZW世界タッグ王座 : 1回

w / ジョン・シルバー
PWS
- PWSヘビー級王座 : 1回

他、アメリカのインディー団体を中心にタイトルを獲得。